# Ballastsaite
Die Ballastsaite (engl. ballast string) ist ein kombiniertes Musikinstrument. An einer Saite hängt ein metallener Klangkörper, der angeschlagen oder angestrichen wird. Verstärkt wird der Klang durch eine Trommel. Verwendung findet das Instrument zumeist in der experimentellen Musik und auch im musiktherapeutischen Bereich.

## Entstehung und Bauform
Die Ballastsaite wurde Mitte der 1970er Jahre von dem Bildhauer Paul Fuchs entwickelt; ein ca. ein Meter langer schwerer Metallstab – der „Ballast“ – hängt an einer langen, dünnen, mehrere Meter langen Stahlsaite, die vom Gewicht des Klangkörpers gespannt wird. Diese Stahlsaite wiederum ist nach dem Prinzip einer Schnur-Reibtrommel in der Mitte einer möglichst großen Trommelmembran aufgehängt. Die waagerecht an der Decke oder an einem Stativ aufgehängte Rahmentrommel fungiert als Resonanzkörper für die in der Mitte eingesetzten Saite.

## Verwendung
Friedrich Gulda setzte die Ballastsaite in seiner Zusammenarbeit mit Limpe Fuchs ein (Trinity I, II). Limpe Fuchs schrieb u. a. die Komposition Bifurcation – für drei Ballastsaiten, die 2005 in der Echtzeithalle München uraufgeführt wurde. Verwendet wird die Ballastsaite u. a. auch von Stephan Micus, Klaus Kugel und der Improvisationsband Gluttermueck.

## Diskographische Hinweise
- Limpe Fuchs, Christoph Heemann, Timo van Luijk: Macchia Forest (Streamline, 2013)